# Hospice Limfjord
Hospice Limfjord er et hospice beliggende i Skive. Det blev indviet i 2007 og har plads til 12 patienter med familie. Hospicet har til huse i en af Skives mest bevaringsværdige bygninger, den gamle epidemibygning fra 1918 tilknyttet Skive Sygehus. Bygningen blev opført af arkitekt Erik V. Lind, der ikke mindst er kendt for sine mange mejeri-byggerier, og har også haft kælenavnet "mejeribygningen". 
Ud over at pleje døende tager Hospice Limfjord også imod skoleklasser og har dialog med børnene om døden som et led i skoleprojektet Skives DNA. 

## Historie
Tanken om et hospice i Skive opstod i 2004, hvor Fællesforum, en overbygning over Skive kommunes 10 lokalråd for ældreområdet, holdt et stormøde om hospicetanken. På det tidspunkt var der fire hospicer i Danmark, nemlig Sankt Lukas Stiftelsens Hospice i Hellerup, Sct. Maria Hospice Center i Vejle, Hospice Søholm i Aarhus og Kamillianer Gaardens Hospice i Aalborg, men ingen i det nordvestjyske område. Der var stor tilslutning blandt skibonitterne til tanken om hurtigst muligt at få et hospice i Nordvestjylland. I første omgang støttede man et projekt i Holstebro, hvor "Støtteforeningen for Sct. Jørgen Hospice" allerede var i gang med planer for et hospice i denne by. Disse blev imidlertid ikke reaiseret, og i efteråret 2004 besluttede en initiativgruppe at arbejde videre for at etablere et hospice i Skive. Kort efter fremsatte regeringen lovforslag om at etablere et hospice i hvert af de daværende amter, hvilket satte gang i et kapløb om placeringen af et hospice for Viborg Amt. I december 2004 sendte initiativtagerne i Skive et brev til Viborg Amts Sundhedsudvalg, der også blev underskrevet af de fire borgmestre i Skive og Salling. Det såkaldte borgmesterbrev var starten på initiativgruppens officielle kampagne for at stifte et hospice i byen.
I april 2005 blev der etableret en støtteforening for tanken om et hospice i Skive. Initiativtagerne havde bestilt et lokale til 100 personer til den stiftende generalforsamling, men der kom det dobbelte. Samtidig blev planerne konkretiseret. Det blev således besluttet at satse på den tidligere epidemibygning på Skive Sygehus, som var blevet overflødig på grund af nedlæggelse af afdelinger på sygehuset, og som amtet ønskede enten solgt eller nedrevet. På det politiske plan konkurrerede tre lokale hospiceplaner om amtets gunst. Foruden Skive arbejdede lokale borgere i Kjellerup og i Vestervig i Thy på at få et hospice. Planerne i Vestervig blev dog uaktuelle for amtet, da blev klart, at Thy efter den kommende kommunalreform skulle høre under Region Nordjylland. I august 2005 skulle amtsrådet derfor vælge mellem de to øvrige forslag. Med 14 stemmer for Skive, 11 for Kjellerup og to, der undlod at stemme, blev Skive sejrherren. Den 31. oktober 2005 blev den selvejende institution Skive Hospice en realitet, og sidst på året blev man enige med amtet om en driftsoverenskomst og fik tilsagn fra ministeriet om økonomisk støtte fra den afsatte hospicepulje. Dermed var oprettelsen sikret. I 2006 købte man det tidligere epidemisygehus af amtet og ansatte Birte Markfoged som leder af hospicet.
Hospice Limfjord blev indviet 30. maj 2007 som en selvejende institution, og havde fra start en driftsoverenskomst med Region Midtjylland. Der er 12 patientstuer på ca. 35 m2.

## Bygningen: Den gamle epidemibygning
Hospicet har til huse i den tidligere epidemibygning ved Skive Sygehus. Bygningen er opført i 1918 og fik ved udarbejdelsen af Skive kommuneatlas i 1995 tildelt bedømmelsen "høj bevaringsværdi".
I starten af 1900-tallet var Skive-egnen såvel som hele landet ofte hjemsøgt af smitsomme sygdomme som tyfus, skarlagensfeber og difteritis, og for sygehusene var det et vigtigt element i deres beredskab at være forberedt på sådanne udbrud. På Skive Sygehus, der blev etableret i 1886, tjente den oprindelige østfløj i de første årtier som epidemibygning. Dens kapacitet var tilstrækkelig under normale omstændigheder, men bl.a. under en stor tyfusepidemi i 1909 blev hospitalet overbelastet, og der måtte oprettes et udendørs nødlazaret i telte i byparken "Anlægget". Da sygehuset allerede i 1912 igen ramte sin kapacitetsgrænse under en epidemi med skarlagensfeber i Nordsalling, begyndte sygehusets overlæge og de lokale politikere at drøfte opførelsen af en ny epidemibygning. I 1916 købte man en nabogrund til byggeriet. Det blev overdraget den lokale arkitekt Erik V. Lind at opføre den nye bygning. Han har opført en lang række markante bygninger i Skive, men er allermest kendt for sit speciale: mejeribygninger, som hans tegnestue tegnede 350 af. Han tog også udgangspunkt i sine mejerier, da han skulle tegne den nye epidemibygning for sygehuset. Bygningens arkitektur kan derfor minde lidt om et mejeri, og den har derfor også fået kælenavnet "mejeribygningen". Det var en rød murstensbygning på tre etager med plads til 26 patienter og mulighed for udvidelse til yderligere 40-50 personer i tilfælde af et større udbrud. Bygningen blev taget i brug 26. september 1918. Man kan sige, opførelsen skete på et heldigt tidspunkt, da den spanske syge netop havde begyndt sin hærgen. Det første dødsfald i Skive som følge af sygen fandt sted i august 1918, og fra oktober tog epidemien fat for alvor. Epidemien rasede i månedsvis, indtil den ebbede ud.
I de følgende årtier blev epidemihospitalet anvendt under en række epidemier og også til tuberkulosepatienter. I 1934 blev bygningen ombygget og udvidet. Blandt andet blev facaden forsynet med et stort glasparti, der gav bygningen endnu større lighed med et klassisk Erik V. Lind-mejeri. I 1930'erne var der flere epidemier af skarlagensfeber, difteritis og børnelammelse. I 1945 ankom et par tusinde tyske flygtninge til Skive-egnen. En del af dem var smittet med tyfus eller difteritis og blev indlagt på hospitalet. I efterkrigstiden skete der store fremskridt indenfor bekæmpelsen af epidemiske sygdomme, og bygningen blev efterhånden anvendt af sygehuset til andre formål end det oprindelige. I 1957-73 fandt en stor og langvarig ombygning af Skive Sygehus stedd. De oprindelige bygninger fra 1880'erne blev revet ned og erstattet af nye. Epidemibygningen blev dermed det ældste af de tilbageværende bygninger. Med ibrugtagningen af de sidste dele af det nye sygehusbyggeri i 1973 blev der imidlertid mindre brug for den. 1973-84 var der intensivafdeling i bygningen, men derefter stod den tom og forfaldt efterhånden. Der blev ikke investeret mange midler i at vedligeholde den, og man begyndte at tale om at rive den ned. I 2004 afsatte Viborg Amtsråd et millionbeløb til at rive bygningen ned. Det stødte dog på lokale protester, også næret af, at bygningen i mellemtiden var blevet erklæret af høj bevaringsværdi. Bygningen blev derpå reddet af planerne fra 2005 om at indrette hospice. Da den nye institutions eksistens var sikret, blev bygningen grundigt renoveret og samtidig ombygget til sin nye funktion.

## Patienter
Hospicet har mellem 150 og 200 patienter indlagt i løbet af et år på de i alt 12 patientstuer. De fleste patienter, der indlægges, har en kræftdiagnose. Den gennemsnitlige indlæggelsestid er omkring 22 dage. De fleste patienter er mellem 60 og 80 år. Der er frit hospicevalg i Danmark, sådan at patienterne kan komme fra hele landet. De fleste vælger dog et hospice, der liggr tæt på deres hjemkommune, mens enkelte vælger hospice ud fra, hvor deres pårørende er bosat. Hospice Limfjord modtager flest patienter fra Viborg Kommune, næstflest fra Skive Kommune og også et anseeligt tal fra Holstebro, Struer, Silkeborg, Morsø og Thisted kommuner.
Blandt andre fodboldspilleren Hugo Strunge og chefkonditoren Gert Sørensen tilbragte deres sidste tid på hospicet.

## Støtteforening
Støtteforeningen for Hospice Limfjord er en forening der støtter Hospice Limfjorden økonomisk og med frivilligt arbejde. Foreningen har 892 medlemmer i juni 2019.
Som det første hospice i Danmark har frivillige i juli 2018 åbnet en genbrugsbutik, der støtter et hospice.